# Distretto di Chichibu
Il distretto di Chichibu (秩父郡, Chichibu-gun?) è uno dei distretti della prefettura di Saitama, in Giappone.
Attualmente fanno parte del distretto i comuni di Higashichichibu, Minano, Nagatoro, Ogano e Yokoze.
| Controllo di autorità | VIAF (EN) 149365344 · LCCN (EN) nr92013627 · J9U (EN, HE) 987007538259305171 · NDL (EN, JA) 00641120 |